# Stadtverkehr Hürth

Historisches Logo de Stadtverkehr Hürth GmbH

Die Stadtwerke Hürth AoR (SWH) ist als Rechtsnachfolgerin der Stadtverkehr Hürth GmbH (SVH) der Betreiber der Stadtbuslinien in Hürth.

## Allgemeines
Die SVH wurde am 12. März 1997 gegründet. Sie ist eine 100%ige Tochtergesellschaft der Stadtwerke Hürth. Die Gesellschaft befördert auf 7 Linien mit einer Gesamtlänge von etwa 44 km jährlich etwa 3,4 Mio. Fahrgäste. Das KundenCenter der SVH befindet sich direkt im Hürth Park.

## Geschichte
Bis 1997 wurden die Stadtteile Efferen, Hermülheim und Fischenich durch die Stadtbahn (ehemals Vorgebirgsbahn) mit den Städten Köln im 10-Minuten-Takt und mit Bonn im 30-Minuten-Takt verbunden. Der Stadtteil Kalscheuren besaß zu diesem Zeitpunkt bereits einen DB Bahnhof, der eine gute Fahrmöglichkeit nach Köln, nach Bonn und Euskirchen bietet. Die übrigen Stadtteile wurden durch Regionalverkehrslinien, die überwiegend im Stundentakt verkehrten, mit der Stadtbahn bzw. den umliegenden Orten verbunden. Deshalb war das Auto das Rückgrat der Mobilität in Hürth. Die Infrastruktur war entsprechend gut ausgebaut. Es galt eine nahezu uneingeschränkte Nutzbarkeit des PKWs.
Im Jahre 1997 wird am 12. März die Stadtverkehr Hürth GmbH als Tochterunternehmen der Stadt Hürth. Der Betrieb wurde am 29. September aufgenommen. Der Stadtbus verkehrte anfangs mit vier Linien auf einem ca. 24 km langen Liniennetz im 30-Minuten-Takt. Die Stadtteile Berrenrath und Gleuel (Linie 711), Efferen (Linie 712), Fischenich, Kendenich und Alt-Hürth (Linie 713) sowie Kalscheuren und Hermülheim (Linie 714) waren mit der „neuen City“ – dem Hürth Park – verbunden. Im April 1997 wurde das ServiceCenter des Stadtverkehr Hürth im Hürth Park in Kooperation mit der Kreissparkasse eröffnet.
Schon im Jahre 1998 wurde nach nur viermonatigem Betrieb auf Grund der hohen Nachfrage der Takt in den Hauptverkehrszeiten auf 15 Minuten verdichtet. Mit Beginn des Schuljahres 1998/1999 wurde die Schülerbeförderung in den Linienverkehr integriert. Außerdem wurden zwei neue Linien eröffnet. Die Linie 716 verbindet Stotzheim mit dem Hürth-Park im Stundentakt. Die Linie 717 verbindet Gleuel mit Sielsdorf und Stotzheim. Auf dieser Linie gibt es einen nachfrageorientierten Verkehr. Weitere Ortsteile wurden dadurch an das Stadtbusnetz angeschlossen. Das ServiceCenter im Hürth-Park erweiterte in diesem Jahr sein Serviceangebot. Neben den regulären VRS-Tickets bietet der Stadtverkehr Hürth mit anderen Aktionen auch ein vielfältiges Angebot an Tickets für Musical-, Theater- oder Sportfreunde.
Im Jahre 1999 wurde durch die steigende Nachfrage nach dem Stadtbus eine erneute Angebotserweiterung notwendig. Der Betriebsschluss wurde um ca. zwei Stunden nach hinten verlegt und damit an die verlängerten Ladenöffnungszeiten angepasst. An Werktagen wurden die Linien 711, 712, 713 und 714 nun durchgehend im 15-Minuten-Takt bedient. Durch eine geänderte Linienführung wurden noch mehr Bürger an den Stadtbus angeschlossen.
Auch im Jahre 2000 gab es Linienänderungen. Die neue Linie 715 wurde eingeführt und band den „Industriestadtteil“ Knapsack im Stundentakt an das Stadtbusnetz an. Die Linie 716 wurde bis nach Sielsdorf verlängert und ermöglichte damit einen Anschluss von stilsdorf im Taktverkehr in Richtung Innenstadt.
Im Jahre 2002 wurde der Stadtbus fünf Jahre alt. Im März 2002 begannen die Bauarbeiten für den neuen Busbahnhof auf der Theresienhöhe vor dem Hürth-Park. Im September 2002 wurde er eröffnet. Es entstand eine neue Rendezvous-Haltestelle. Ab diesem Tag begann in Hürth eine neue Zeitrechnung in Sachen Mobilität.
Ein Jahr später (2003) wechselte die Geschäftsführung. Zum 1. Juli schied Peter Boden aus der Geschäftsleitung aus. Christian Karaus und Lars Martin Klieve übernahmen die Nachfolge. Das ServiceCenter im Hürth-Park erweitert sein Angebot. Neben der bestehenden DB-Agentur werden nunmehr auch AMEROPA-Reisen angeboten.
Im Jahre 2005 zog die Verwaltung des SVH ins Rathaus um. Das Kundencenter im Hürth Park war von dem Umzug nicht betroffen. Außerdem schied von Lars Martin Klieve als Geschäftsführer aus. Von Herbst 2005 bis 31. Dezember 2007 war Christian Karaus alleiniger Geschäftsführer der SVH.
Am 1. Januar 2007 ging das operative Geschäft der SVH auf die Stadtwerke Hürth AöR Abteilung ÖPNV über. Der Markenname SVH blieb zunächst bestehen. Die Stadtverkehr Hürth GmbH besteht als Eigentümerin der Infrastruktur (ZOB und Haltestellen) weiter.
Im Jahr 2009 wurde die Busflotte komplett ersetzt. Zusammen mit den Stadtwerken in Brühl wurden neue Fahrzeuge des Typs Citaro der Daimler AG bestellt. Zum Fahrplanwechsel am 13. Dezember 2009 wurde der Takt ausgedünnt, an Werkstagen besteht tagsüber seitdem nur noch ein 20-Minuten-Takt.
Die Linie 716 wurde zum Fahrplanwechsel im Dezember 2010 wegen mangelnder Nachfrage eingestellt. Zwei neue Linien wurden eingerichtet. Die neue Linie 718 verbindet den ZOB Hürth-Mitte auf direktem Wege mit der Haltestelle Fischenich Stadtbahn. Durch die Linienführung über die Bonnstraße wird das Fachmarktzentrum an das Hürther Stadtbusnetz angeschlossen. Ebenfalls neu: die Linie 720, die das Einkaufszentrum mit der Haltestelle Hermülheim Stadtbahn verbindet, so dass im Wechsel mit der Linie 714 nunmehr alle 10 Minuten ein Bus diese beiden Haltestellen verbindet. Die Linie 720 wird im Gegensatz zur 714 über den „Hürther Bogen“ geführt.
Seit September 2011 verkehrt auf der Linie 720 ein schadstofffreier Wasserstoff-Hybridbus. Damit verkehren erstmals im Rheinland Wasserstoff-Hybridbusse im Linienverkehr.
Vom 13. bis 18. Oktober ist das ServiceCenter Stadtbus der Stadtwerke Hürth innerhalb des Hürth-Parks umgezogen. In den neuen Räumen, die näher am Busbahnhof Hürth-Mitte liegen, werden weiterhin neben VRS- und NRW-Tickets, Eintrittskarten zu Events, DB-Fahrkarten und Ameropareisen angeboten.
Im Dezember 2021 wurde zu dem jährlichen Fahrplanwechsel die Linienführung der Linien 713, 714 und 720 abgeändert. Die Linien 715 und 718 wurden eingestellt.

## Die Linien

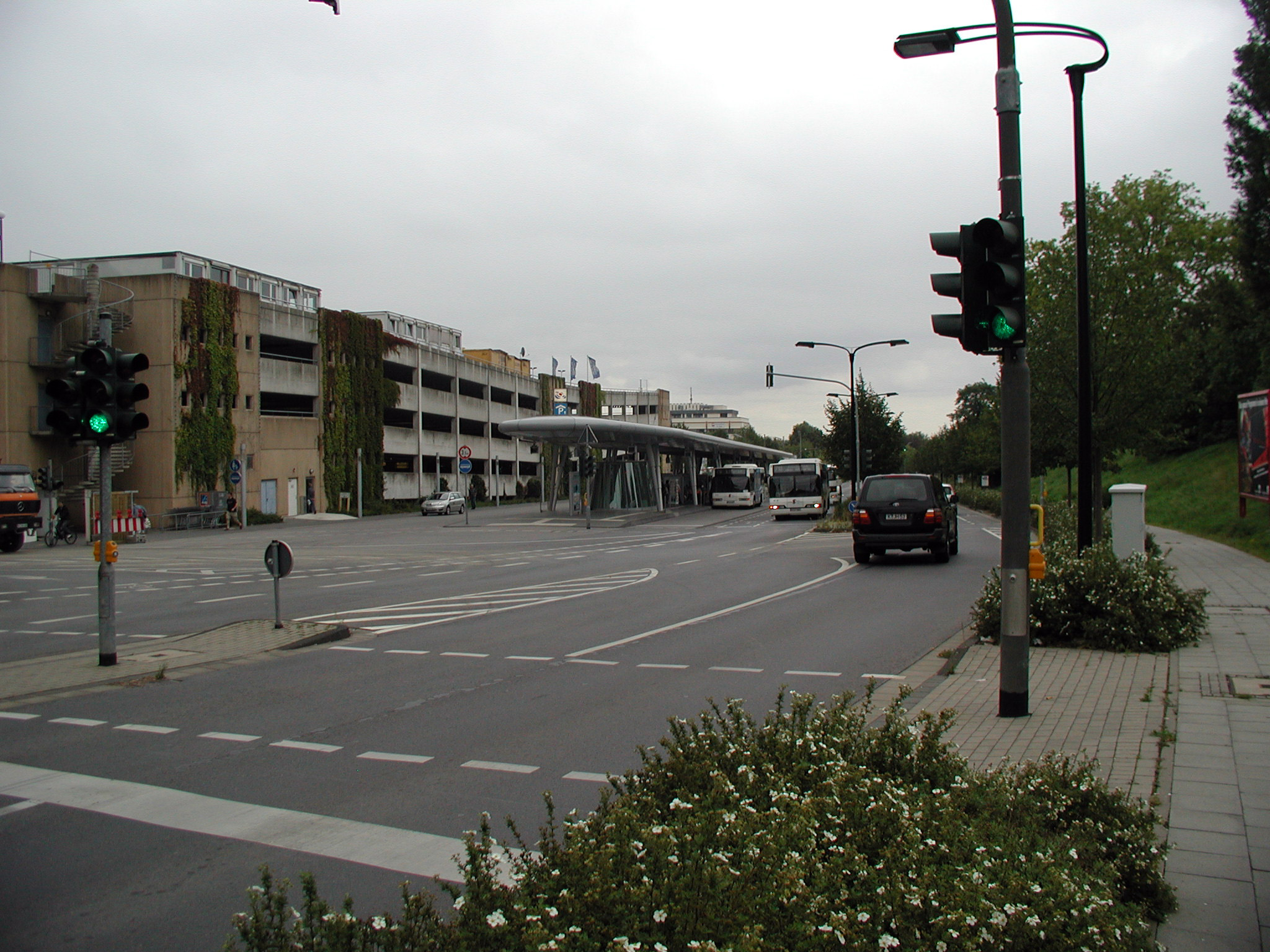
Omnibusbahnhof (ZOB) der Buslinien

Sie SVH betreibt derzeit folgende 6 Buslinien:
- 711: Hürth Mitte (ZOB) – Alstädten-Burbach – Gleuel – Berrenrath
- 712: Hürth Mitte (ZOB) – Hermülheim – Efferen
- 713: Hermülheim (Stadtbahn) – Hürther Bogen – Hürth Mitte (ZOB) – Alt-Hürth – Knapsack Chemiepark
- 714: Hürth Mitte (ZOB) – Hermülheim (Stadtbahn) – Kalscheuren Bf – Kalscheuren Am Kirchtürmchen / Fischenich Süd (bis Fischenich Süd im 60-Minuten-Takt)
- 717: Kendenich – Knapsack – Berrenrath – Gleuel – Sielsdorf (nur Schülerverkehr)
- 720: Hermülheim (Stadtbahn) – Bundessprachenamt – Hürth Mitte (ZOB) – Hürther Bogen – Kendenich – Fischenich (Stadtbahn)

Der Bahnhof Hürth-Kalscheuren wird mit der Buslinie 714 angebunden.
Anschluss an die Stadtbahnlinie 18 des Verkehrsverbundes Rhein-Sieg gibt es in Fischenich (Linien 714 und 720), Hermülheim (Linie 713, 714 und 720) sowie in Efferen (Linie 712).
Zudem wird der „Hüpper“ betrieben, der – neben den regulär verkehrenden, zuschlagspflichtigen Anrufsammeltaxen – zum regulären VRS-Tarif rund um die Uhr die Stadtteile Sielsdorf, Stotzheim und Kendenich mit dem ZOB, den Stadtbahn-Haltepunkten Efferen, Hermülheim und Fischenich sowie dem Bahnhof Kalscheuren verbindet.